# Communauté de communes du Pays d’Uzerche
Die Communauté de communes du Pays d’Uzerche ist ein französischer Gemeindeverband mit der Rechtsform einer Communauté de communes im Département Corrèze in der Region Nouvelle-Aquitaine. Sie wurde am 31. Dezember 1999 gegründet und umfasste 14 Gemeinden. Der Verwaltungssitz befindet sich im Ort Uzerche.
Mit Wirkung vom 1. Januar 2025 wurden die bis dahin selbstständigen Gemeinden Saint-Martin-Sepert, Saint-Pardoux-Corbier und Saint-Ybard zur Commune nouvelle Les Trois-Saints zusammengelegt. Dies reduzierte die Anzahl der Gemeinden des Gemeindeverbands auf 12.

## Mitgliedsgemeinden
| Gemeinde                                 | Einwohner 1. Januar 2022 | Fläche km² | Dichte Einw./km² | Code INSEE | Postleitzahl |
| ---------------------------------------- | ------------------------ | ---------- | ---------------- | ---------- | ------------ |
| Condat-sur-Ganaveix                      | 648                      | 37,52      | 17               | 19060      | 19140        |
| Espartignac                              | 409                      | 14,03      | 29               | 19076      | 19140        |
| Eyburie                                  | 488                      | 29,14      | 17               | 19079      | 19140        |
| Lamongerie                               | 124                      | 12,15      | 10               | 19104      | 19510        |
| Les Trois-Saints                         | 1.367                    | 63,20      | 22               | 19248      | 19140, 19210 |
| Masseret                                 | 670                      | 13,55      | 49               | 19129      | 19510        |
| Meilhards                                | 538                      | 44,99      | 12               | 19131      | 19510        |
| Orgnac-sur-Vézère                        | 321                      | 18,76      | 17               | 19154      | 19410        |
| Perpezac-le-Noir                         | 1.254                    | 24,79      | 51               | 19162      | 19410        |
| Salon-la-Tour                            | 679                      | 43,01      | 16               | 19250      | 19510        |
| Uzerche                                  | 2.806                    | 23,85      | 118              | 19276      | 19140        |
| Vigeois                                  | 1.295                    | 43,25      | 30               | 19285      | 19410        |
| Communauté de communes du Pays d’Uzerche | 10.599                   | 368,24     | 29               | –          | –            |

## Quelle
1. ↑  www.collectivites-locales.gouv.fr
2. ↑  CC du Pays d’Uzerche (SIREN: 241 927 243) in der Base nationale sur l’intercommunalité (BANATIC) des französischen Innenministeriums (französisch), abgerufen am 8. September 2015.